# Opinionsundersökning
En opinionsundersökning eller opinionsmätning är en metodisk insamling av åsikter från personer.
Opinionsundersökning görs oftast i samhällsfrågor, ibland handlar de också om kunskaper, förväntningar eller faktiskt beteende såsom valdeltagande, (Valprognoser) men också åsikter om marknadsföring (marknadsundersökning) rörande kommersiella produkter. 
Massmedier är vanliga beställare, och för många intresseorganisationer har opinionsmätningar blivit ett viktigt påtryckningsmedel. Ofta används opinionsresultaten i kombination med andra lobbymetoder, såsom debattartiklar och pressmeddelanden. Flera politik- och kampanjforskare har pekat på dessa mätningar som ett demokratiskt problem då nästan bara resursstarka organisationer har råd att nå ut i samhällsdebatten. Dock har inte alla undersökningar, exempelvis de som rör marknadsföring, till syfte att starta samhällsdebatter.

## Historik
De moderna opinionsundersökningarna började utföras av den amerikanska samhällsforskaren George Gallup under 1930-talet. Den första svenska opinionsundersökningen beställdes av Dagens Nyheter och tidningen Vi år 1942. Sifo började publicera skattningar av politiska opinioner i Sverige 1964. Riksdagen gav 1970 Statistiska centralbyrån i uppdrag att utföra "vetenskapligt korrekta politiska opinionsundersökningar".. Moderaterna röstade nej. Under 1972 började SCB genomföra sina reguljära partisympatiundersökningar.

## Opinionsundersökningars utformning
En opinionsundersökning har tre karakteristika
- statistiska urval (stickprov) så dragna att det går att med statistisk estimation att skatta befolkningens åsikter
- intervjuer/enkäter med vanligtvis identiska frågor till alla svarspersoner och fasta svarsalternativ
- att de avser mäta opinioner.

Många opinionsmätningar uppfyller alla de tre kriterierna men det finns många undantag.
En opinionsundersökning ska alltid avse en tydligt definierad population. I en undersökning om politiska sympatier består populationen ofta av de som är berättigade att rösta i riksdagsval, vid det tillfälle då opinionsundersökningen utförs. 
För att bedöma opinionsundersökningar och marknadsundersökningar behöver man känna till åtminstone det Jesper Strömbäck kallat basinformation: ansvarig organisation, populationen, antal tillfrågade, period då undersökningen genomfördes, insamlingsmetod och de exakta frågeformuleringarna.

## Mätproblem i opinionsundersökningar
Metodfel och mätfel i samband med statistiska urvalsundersökningar kan delas in i två olika slags fel, osystematiska och systematiska. 
Osystematiska, slumpmässiga fel uppstår alltid och kan uttryckas med hjälp av en felmarginal, med vilket menas halva längden av konfidensintervallet.[källa behövs] Med tusen svarande personer i en opinionsundersökning är en konventionellt beräknad felmarginal med 95% konfidensnivå runt två-tre procentenheter,[källa behövs] något mindre runt 4-procentsspärren.[källa behövs]
Systematiska fel uppstår ur alla andra källor till osäkerhet, bland andra svarsbortfall av olika slag, mätfel (folk svarar fel av misstag eller medvetet) eller att en del personer aldrig kan nås med det eller de kontaktsätt som används i urvalsundersökningen (s.k. undertäckning). De systematiska felen är svårare att nå kunskap om, och ofta diskuteras systematiska fel bara på ett översiktligt sätt eller inte alls. Att folk medvetet ger icke sanningsenliga och mindre kontroversiella svar när de tillfrågas om sina politiska ståndpunkter i känsliga frågor kallas ibland för Bradley-effekten.